# المجموعة الفردانية BT
المجموعة الفردانية BT، أو BT-M91، أو السُّلالة BT، والمعروفة أيضًا باسم المجموعة الفردانية A1b2 (حيث كانت تُعرف سابقًا باسم A4 وBR وBCDF)، هي مجموعة فردانيَّة بشريَّة ذكوريَّة، وتُعد فئة فرعية من المجموعة الفردانية A1b (P108) وشقيق للمجموعة الفردانية A1b1 (L419/PF712).

## توزيع
لم يتم توثيق السُّلالة BT في أي من الأفراد الأحياء أو بقايا قديمة حول العالم. وقد قام أفراد العصر الحجري اللاحق بالتنقيب في صخرة فينجيرا، في مالاوي، والتي يرجع تاريخها إلى حوالي 6,1 آلاف عام مضت (2/2 ذكور)، وفي جبل هورا، ملاوي أيضًا، التي يعود تاريخها إلى حوالي 8 آلاف سنة مضت (1/1 ذكور).

## علم الوراثة
تعاملت شجرة ISOGG منذ عام 2014 مع M91 على أنها الطفرة المميزة لـ BT.

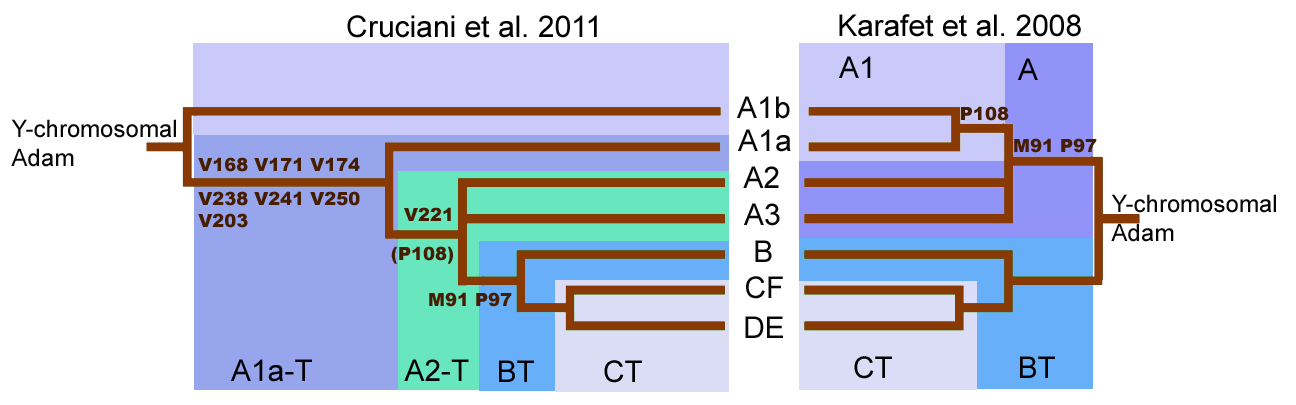
شجرة عائلة كروموسوم y المنقحة بواسطة Cruciani et al. (2011) مقارنة بشجرة العائلة من Karafet et al. (2008). كروسياني وآخرون. (2011) حدد BT عبر M91 وP97، ونتيجة لذلك، أدرجت ISOGG BT منذ فبراير 2012، وتعاملت مع M91 على أنها طفرة محددة لـ BT منذ عام 2014.